# Ohio and Erie Canal (district historique)
L'Ohio and Erie Canal est un district historique dans le comté de Cuyahoga,  dans l'Ohio, aux États-Unis. Situé au sein du parc national de Cuyahoga Valley, il protège une section de l'Ohio and Erie Canal qui comprend trois écluses. Il est inscrit au Registre national des lieux historiques et classé National Historic Landmark depuis le 13 novembre 1966.

## Lieux et monuments
- Wilson Feed Mill